# اومبيرتو ديل كوري
اومبيرتو ديل كوري (20 نوفمبر 1979 بباري في إيطاليا - ) هو لاعب كرة قدم إيطالي في مركز الهجوم. لعب مع نادي أنكونا ونادي بيروجيا ونادي تشيزينا ونادي فوجيا ونادي كاتانيا وAlma Juventus Fano 1906 ‏ وASD Martina Calcio 1947 ‏ وFidelis Andria 2018 ‏ ونادي تارانتو 1927 ونادي أريتسو وAS Bisceglie Calcio 1913 ‏ وAssociazione Sportiva Dilettantistica Atletico Tricase ‏ وRenato Curi Angolana ‏ ويونيون سبورتيفا ألتامورا ‏.